# 獅子座51
獅子座51，又名BD+19 2371，HD 93257、SAO 99281、HR 4208，是獅子座的一颗恒星，视星等为5.49，位于銀經222.26，銀緯60.16，其B1900.0坐标为赤經10h 41m 1.3s，赤緯+19° 60.16′ 8″。